# Дільмухаметова-Ахмадулліна Шаура Ішмуллівна
Шаура Ішмуллівна Дільмухаметова-Ахмадулліна (башк. Шәүрә Ишмулла ҡыҙы Дилмөхәмәтова-Әхмәдуллина; 1961) — акторка Башкирського державного академічного театру драми імені М. Гафурі. Народна артистка Республіки Башкортостан (1996).

## Біографічні відомості
Шаура Ішмуллівна Дільмухаметова-Ахмадулліна народилася у 1961 році. Мати Аніса Дільмухаметова — акторка і драматург. Батько Ішмулла Дільмухаметов — співак та кураїст.
У 1983 році закінчила Уфимський державний інститут мистецтв (Уфимська державна академія мистецтв імені Загіра Ісмагілова) (педагог Р.В. Ісрафілов).
По завершенню навчання працювала в Башкирському державному академічному театрі драми імені М. Гафурі.

## Ролі у спектаклях
Зубаржат у спектаклі «У ніч місячного затемнення» М. Каріма; Туяна в спектаклі «Шамбала», Клара в «Пещері» (Г. Шафіков), Варька в «Бесталанній» (Карпенко-Карий), Анна в «Річарді III» (В. Шекспір), Файруза в спектаклі «Позич мені жеребця!» (Р. Кін'ябаєв), Хадіса в «Топольці моїм у червоній хустині» (Ч. Айтматов), Кафія в «Довгому-довгому дтинстві» (М. Карім), Люсі в спектаклі «Мамочка, рапортую!»

## Нагороди
- Заслужена артистка Республіки Бакшкортостан (1991)
- Народна артистка Республіки Башкотостан (1996)[2]